# LVStB – Tagliamento, Lonato und Piave
Die LVStB – Tagliamento, Lonato und Piave waren Dampflokomotiven der k.k. priv. Lombardisch-venetianischen Staatsbahn (LVStB), einer staatlichen Bahngesellschaft Österreich-Ungarns.
Die drei Lokomotiven wurden von der Lokomotivfabrik der Wien-Raaber Bahn 1854 an die LVStB geliefert.
Die Südbahngesellschaft (SB) übernahm diese Loks von der SVCI in ihren Bestand als Teil der Reihe 8.
1867 kamen die drei Lokomotiven zur Strade Ferrate Alta Italia (SFAI), wo sie die Nummern 205 bis 207 erhielten.
Sie wurden 1872 ausgemustert.